# Оленовка (Бахмутский район)
Олёновка либо Оле́новка (укр. Оленівка, до 1978 — Еле́новка) — посёлок, входит в Булавинский поселковый совет Бахмутского района Донецкой области Украины. Находится под контролем самопровозглашённой Донецкой Народной Республики.

## География
Населённый пункт является северо-восточным предместьем города Енакиева, расположен на северо-западном берегу Волынцевского водохранилища (образованного рекой под названием Булавин).

#### Соседние населённые пункты по странам света
С: Александровское, город Углегорск
СЗ: Каютино, город Горловка
СВ: Грозное, Красный Пахарь, Савелевка
З: Карло-Марксово
В: Прибрежное, Булавинское (выше по течению Булавина)
ЮВ: Славное
ЮЗ: город Енакиево (ниже по течению Булавина)
Ю: город Юнокоммунаровск

## Население
Население по переписи 2001 года составляло 964 человека.

## История
Президиум Верховного Совета Украинской ССР Указом от 23 мая 1978 года постановил в целях установления единого написания на русском языке населённых пунктов уточнить наименования поселка городского типа Еленовка и впредь именовать его — Оленовка.
До 11 декабря 2014 года входил в Енакиевский городской совет. В 2014 году украинские власти переводят посёлок в состав Бахмутского района Донецкой области Украины (см. Вооружённый конфликт на Донбассе). С февраля 2015 года под контролем самопровозглашённой ДНР.